# Штурм, Жак Шарль Франсуа
Жак Шарль Франсуа́ Штурм (фр. Jacques Charles François Sturm; 29 сентября 1803, Женева, Швейцария — 15 декабря 1855, Париж, Франция) — французский математик.
Член Парижской академии наук (1836), иностранный член Лондонского королевского общества (1840).
Удостоен премии по математике за работы по сжимаемости жидкостей. С 1840 года — профессор Политехнической школы.

## Работы
- Мемуар о решении численных уравнений (Mémoire sur la résolution des équations, 1829)
- Курс анализа (Cours d`analyse de l'École Polytechnique, 1857—1863; перев. В. Синцова — 1868)
- Курс механики (Cours de mécanique de l'École Polytechnique, 1861)

Совместно с Лиувиллем создал теорию решения некоторых видов интегральных уравнений, см. теорему Штурма — Лиувилля.